# Außer.dem

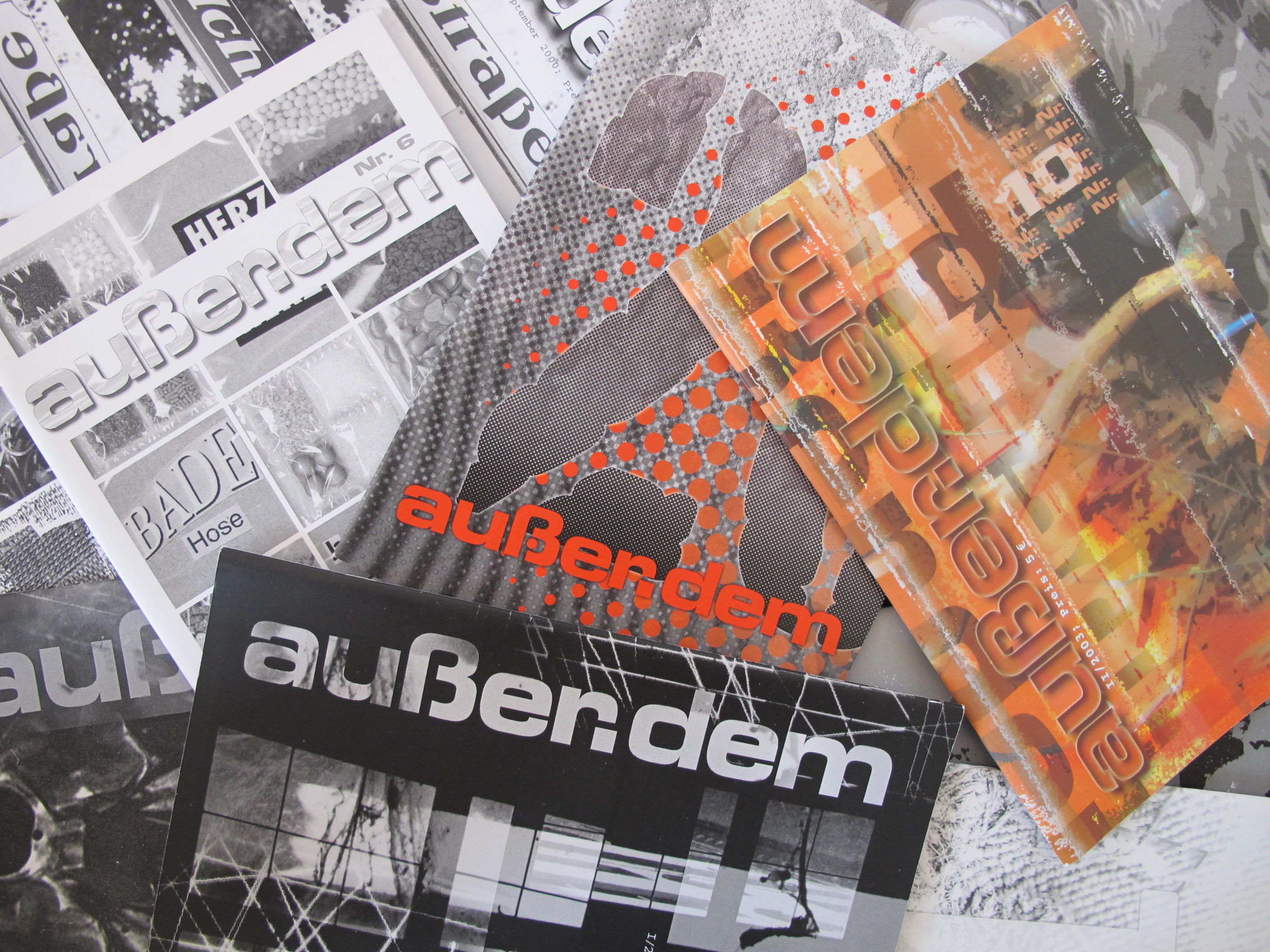
Mehrere Ausgaben der außer.dem mit dem typischen Schriftzug

außer.dem ist eine verlagsunabhängige Literaturzeitschrift, die seit 1999 in München erscheint. Die Zeitschrift veröffentlicht zeitgenössische, moderne Texte, die sich außerhalb des eingeführten Literaturbetriebs sehen und gegenüber herkömmlicher Lyrik und Prosa innovative Alternativen sein wollen. Das Spektrum der Formen reicht von Lyrik in gebundener Sprache über progressive Lyrik und Prosa bis zu sprachartistischen Nicht-Texten.
außer.dem erscheint ohne Themenbindung einmal pro Jahr. Die Zeitschrift veranstaltet regelmäßig (mindestens einmal jährlich) Lesungen zur Präsentation ihrer Hefte. Zuletzt fanden diese im Lyrik Kabinett München statt.
Die aktuelle Redaktion besteht aus Pega Mund, Armin Steigenberger (V. i. S. d. P.), Christel Steigenberger sowie Thomas Steiner.
In der Zeitschrift wurden Beiträge u. a. folgender Autoren veröffentlicht:

Markus Berger,
Gerd Berghofer,
Paul-Henri Campbell,
Safiye Can,
Klaus Ebner,
Tobias Falberg,
Karin Fellner,
Gerald Fiebig,
Michael Helming,
Herbert Hindringer,
Kerstin Kempker,
Fitzgerald Kusz,
Maik Lippert,
Frank Milautzcki,
Hendrik Rost,
SAID,
Knut Schaflinger,
Christian Schloyer,
Wanda Schmid,
Ina Strelow und
Aglaja Veteranyi.